# Tillandsia guerreroensis
Tillandsia guerreroensis es una especie de planta epífita dentro del género  Tillandsia, perteneciente a la  familia de las bromeliáceas. Es originaria de México.

## Taxonomía
Tillandsia guerreroensis fue descrita por William Jackson Hooker y publicado en Tropische und subtropische Pflanzenwelt 60: 65–67, f. 45. 1987.
Etimología
Tillandsia: nombre genérico que fue nombrado por Carlos Linneo en 1738 en honor al médico y botánico finlandés Dr. Elias Tillandz (originalmente Tillander) (1640-1693).
guerreroensis: epíteto geográfico que alude a su localización en el Estado de Guerrero. 